# International Nonproprietary Name
De International Nonproprietary Name (INN) van een stof (geneesmiddel) is toegekend door de Wereldgezondheidsorganisatie en is in de farmacologie een naam waarmee een specifieke stof wordt aangeduid, zonder dat dit een merk is. De INN is de "generieke" naam van de stof, en mag niet als merknaam geregistreerd worden. Hij mag dus onder meer vrij gebruikt worden in wetenschappelijke publicaties, en wanneer het octrooi op het geneesmiddel verlopen is en andere fabrikanten dan de oorspronkelijke het geneesmiddel mogen produceren, brengen die dat meestal onder deze generieke naam op de markt.
De naam wordt zo gekozen dat verwisselingen met andere middelen onwaarschijnlijk zijn, en dat hij makkelijk te onthouden is (althans voor farmaceutisch geschoolden), en in de meeste gevallen is hij een stuk hanteerbaarder dan de officiële chemische naam.
De officiële (IUPAC) chemische naam van paracetamol is bijvoorbeeld N-(4-hydroxyphenyl)-acetamide.
Vaak wordt een groep verwante middelen gekenmerkt door een identieke naamsuitgang, bijvoorbeeld:
- -azepam voor benzodiazepinen: temazepam, oxazepam, nitrazepam, flurazepam, diazepam
- -olol voor bètablokkers: metoprolol, propranolol
- -triptan voor een bepaalde groep migrainemiddelen
- -mab voor middelen die uit monoklonale antistoffen (Monoclonal AntiBodies) bestaan
- -coxib voor een bepaalde klasse pijnstillers, de COX-II remmers
- -statine voor cholesterolverlagers: simvastatine
- -pril voor ACE-remmers: lisinopril
- -oxetine voor bepaalde antidepressiva: fluoxetine

Dit is echter geen harde regel.
De generieke naam is meestal internationaal geldig en onafhankelijk van het merk, hoewel daar wel enige uitzonderingen op zijn: zo heet bijvoorbeeld furosemide (Lasix®) in het Engels frusemide.
Generieke namen worden internationaal voorgesteld door de WHO en dan meestal nationaal overgenomen door de afzonderlijke landen. De ontdekker van een stof mag een suggestie voor een naam doen, die vaak door de WHO wordt overgenomen. Hierbij wordt gelet op het al dan niet beschermd zijn van (delen van) een naam, potentiële verwisselbaarheid met andere middelen, etc.